# (1053) Vigdis
(1053) Vigdis – planetoida z pasa głównego asteroid okrążająca Słońce w ciągu 4 lat i 84 dni w średniej odległości 2,61 au. Została odkryta 16 listopada 1925 roku w Landessternwarte Heidelberg-Königstuhl w Heidelbergu przez Maxa Wolfa. Nazwa planetoidy pochodzi od pospolitego staroskandynawskiego i islandzkiego nazwiska Vigdís i oznacza „bogini wojny”. Przed jej nadaniem planetoida nosiła oznaczenie tymczasowe (1053) 1925 WA.